# Nicolai Brøchner
Nicolai Brøchner Nielsen (4 juli 1993) is een Deens voormalig wielrenner.

## Carrière
In 2014 behaalde Brøchner zijn eerste UCI-overwinning door de tweede etappe van de Ronde van de Gila te winnen. Een jaar later won hij met een Deense selectie de ploegentijdrit in de ZLM Tour, en won hij de Scandinavian Race in Uppsala door solo over de streep te komen.
In 2016 won Brøchner twee etappes in de An Post Rás.

## Overwinningen
2014
2e etappe Ronde van de Gila
2015
2e etappe ZLM Tour (ploegentijdrit)
Scandinavian Race in Uppsala
2016
4e en 8e etappe An Post Rás
2017
Himmerland Rundt
Ronde van Overijssel
Scandinavian Race in Uppsala
1e etappe An Post Rás
Bergklassement Ronde van Denemarken
Scandinavian Race Uppsala
2018
Bergklassement Ronde van Denemarken
2019
1e etappe Ronde van Normandië

### Resultaten in voornaamste wedstrijden
|      | \| Jaar \| Parijs-Tours \| Scheldeprijs \| \| ---- \| ------------ \| ------------ \| \| 2019 \| opgave \| 13e \| |              |
| Jaar | Parijs-Tours | Scheldeprijs |
| 2019 | opgave | 13e          |

## Ploegen
- 2012 –  Designa Køkken-Knudsgaard
- 2013 –  Bissell Cycling (vanaf 20-8)
- 2014 –  Bissell Development Team
- 2015 –  Riwal Platform Cycling Team
- 2016 –  Riwal Platform Cycling Team
- 2017 –  Riwal Platform Cycling Team
- 2018 –  Holowesko-Citadel p/b Araphaoe Resources
- 2019 –  Riwal-Readynez Cycling Team
- 2020 –  Team ColoQuick
- 2021 –  Team ColoQuick
- 2022 –  Team ColoQuick

Brøchner · Bryon · Bybee · Companioni · Dahlheim · Eisenhart · Flaksis · Gómez · Koontz · Krasilnikaw · Lewis · Lienhard · Murphy · Rhim · Sánchez · Schmitt